# Takeru Kobayashi
Takeru Kobayashi, 小林尊, född 15 mars 1978 i Nagano, är en japansk matätartävlare. Han hade tidigare världsrekord med 54 varmkorv i bröd på 12 minuter, vilket nåddes på tävlingen "Nathan's Famous International July Fourth Hot Dog Eating Contest" på Coney Island i Brooklyn, New York, den 4 juli 2006.